# سفراء الجزائر

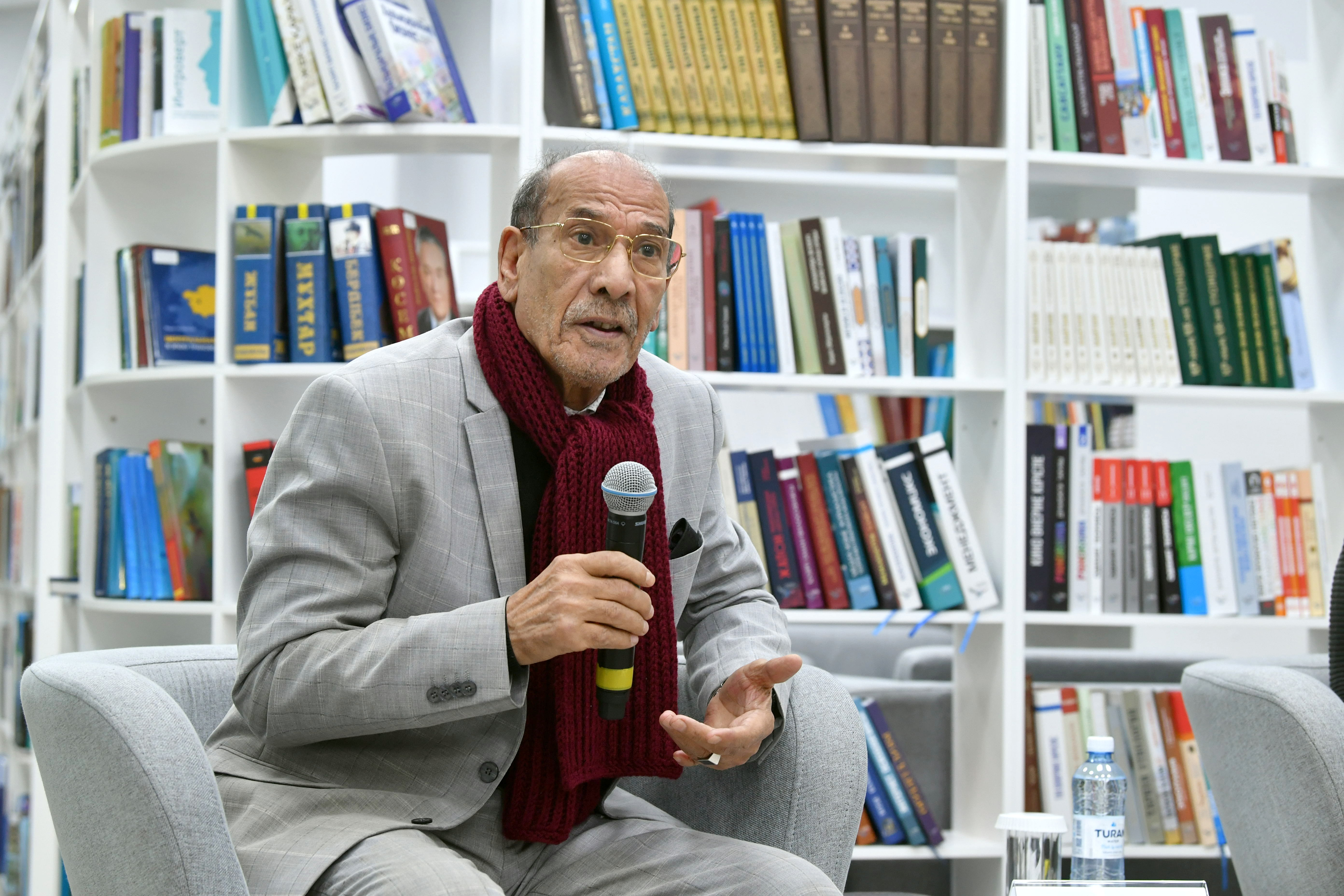
سفير الجزائر بكازاخستان كامل فنيش يناير 2024

فيما يلي قائمة بسفراء الجزائر في الخارج:

## سفارة الجزائر في ألمانيا
سفارة الجزائر في المانيا

## سفراء الجزائر في جمهورية الصين الشعبية
سفارة الجزائر في 7 سان لي لو تون، تشاو يانغ تشو، بكين .
- 25 يوليو 1964 محمد يعلى
- 1966 – 1971 م : محند الشريف ساحلي
- 1971 – 1974 م : Chaib, طالب بن ذياب
- 1975 – 1977 م- : Kellou, محمد مسعود
- 1978  م:علي عبداللاوي
- 1 أغسطس 1982: عبد الكريم غريب [JORADP 1]
- 1 أكتوبر 2005:جمال الدين قرين [JORADP 2]
- 18 أكتوبر 2010: حسان رابحي [1]

## سفراء من الجزائر إلى مصر
1962 : الأخضر الإبراهيمي
2004-2012 : عبد القادر حجار
2012-؟ ؟ : محمد نادر العرباوي

## سفراء الجزائر في فرنسا
كان سفراء الجزائر في فرنسا على التوالي:
| تاريخ <br/> موعد        | تاريخ <br/> موعد | تاريخ التسليم <br/> أوراق اعتماد | تاريخ التسليم <br/> أوراق اعتماد | سفير                       |
| ----------------------- | ---------------- | -------------------------------- | -------------------------------- | -------------------------- |
| 18 يناير 1963           | [ JORADP 3 ]     | 2 فبراير 1963                    | [ JORF 1 ]                       | عبد اللطيف رحال (أول سفير) |
| ؟                       |                  | 30 سبتمبر 1963                   | [ JORF 2 ]                       | بوعلام موساوي              |
| ؟                       |                  | 3 يوليو 1965                     | [ JORF 3 ]                       | رضا مالك                   |
| 14 أكتوبر 1970          | [ JORADP 4 ]     | 11 ديسمبر 1970                   | [ JORF 4 ]                       | محمد بجاوي                 |
| 15 سبتمبر 1979          | [ JORADP 5 ]     | 25 أكتوبر 1979                   | [ JORF 5 ]                       | محمد سحنون                 |
| 1الأول {{{1}}} عام 1982 | [ JORADP 6 ]     | 16 سبتمبر 1982                   | [ JORF 6 ]                       | جمال حوحو                  |
| 1الأول {{{1}}} عام 1984 | [ JORADP 7 ]     | 11 مايو 1984                     | [ JORF 7 ]                       | عبد الحميد مهري            |
| 9 21 مارس               | [ JORADP 8 ]     | 13 21 مارس                       |                                  | مسعود ايت شلال             |
| 1الأول {{{1}}} 21 مارس  | [ JORADP 9 ]     | 3 21 مارس                        |                                  | إسماعيل حمداني             |
| 1الأول {{{1}}} 21 مارس  | [ JORADP 10 ]    | 9 21 مارس                        |                                  | سيد احمد الغزالي           |
| 15 21 مارس              | [ JORADP 11 ]    | 21 21 مارس                       |                                  | حسين جودي                  |
| 15 21 مارس              | [ JORADP 12 ]    | 5 21 مارس                        |                                  | محمد غولمي                 |
| 5 21 مارس               | [ JORADP 13 ]    | 7 21 مارس                        |                                  | ميسوم صبيح                 |

## سفراء الجزائر في الجمهورية التشيكية
| تاريخ <br/> موعد                                    | تاريخ <br/> موعد | تاريخ المغادرة | تاريخ المغادرة | سفير                                      |
| --------------------------------------------------- | ---------------- | -------------- | -------------- | ----------------------------------------- |
| 13 مارس 1972                                        | [ JORADP 14 ]    | 30 يونيو 1978  | [ JORADP 15 ]  | Sahli, Mohand Cherif                      |
| يوليو 1الأول {{{1}}} عام 1978                       | [ JORADP 16 ]    | 31 أغسطس 1984  | [ JORADP 17 ]  | Delleci, Noureddine Delleci, Noureddine   |
| 1الأول {{{1}}} عام 1984                             | [ JORADP 18 ]    | 30 سبتمبر 1989 | [ JORADP 19 ]  | Latrèche, Abdelhamid Latrèche, Abdelhamid |
| 1الأول {{{1}}} أكتوبر تشرين 1الأول {{{1}}} عام 1989 | [ 3 ]            |                |                | عبد المالك نوراني                         |
|                                                     |                  | 15 سبتمبر 1996 | [ JORADP 20 ]  | صلاح بولغم                                |
| 12 أكتوبر 2004                                      | [ JORADP 21 ]    | 24 مايو 2006   | [ JORADP 22 ]  | مولاي محمد قنديل                          |
| 1الأول {{{1}}} 2009                                 | [ JORADP 23 ]    |                |                | بلعيد حاجم                                |

## سفراء الجزائر في روسيا
| تفويض                                                          | سفير                | سنوات من الحياة  |
| -------------------------------------------------------------- | ------------------- | ---------------- |
| الاتحاد السوفييتي                                              |                     |                  |
| 14 أكتوبر 1970 - 23 أبريل 1977                                 | رضا مالك            | 21 ديسمبر 1931 - |
| 1الأول {{{1}}} عام 1978 - 30 سبتمبر عام 1979                   | عبد الكريم بن محمود | ؟                |
| اكتوبر تشرين الاول 1الأول {{{1}}} عام 1979 - 31 يوليو عام 1982 | Layachi Yaker       | ؟                |
| ؟ - 21 أغسطس 1984                                              | مسعود آيت شلال      | ؟                |
| سبتمبر 1الأول {{{1}}} عام 1984 - 31 أغسطس عام 1986             | عبد المجيد اللهوم   | 1934 - 1996      |
| 1 سبتمبر 1986 -                                                | عبد الله فاضل       | ؟                |
| 1 مارس 1988 -                                                  | محمد يعلى           | ؟                |
| الاتحاد الروسي                                                 |                     |                  |
| اكتوبر تشرين الاول 1الأول {{{1}}} عام 1997 -                   | عامر مخلوفي         | ؟                |
| 2000 - 2001                                                    | يوسف ديب            | ؟                |
| 24 ديسمبر 2001 - 14 أبريل 2009                                 | عمار آبا            | ؟                |
| 15 يوليو 2008 - في الوقت الحالي                                | Chergui Smail       | ؟                |

## سفراء الجزائر إلى المغرب
| تاريخ <br/> موعد                                    | تاريخ <br/> موعد | تاريخ المغادرة | تاريخ المغادرة | سفير             |
| --------------------------------------------------- | ---------------- | -------------- | -------------- | ---------------- |
| 7 فبراير 1963                                       | [ JORADP 24 ]    |                | [ 3 ]          | سعد دحلب         |
|                                                     |                  | 1969           |                | حميدة فرحات طيب  |
| 11 يونيو 1969                                       | [ JORADP 25 ]    | 31 مارس 1976   | [ JORADP 26 ]  | نور الدين دلليسي |
|                                                     |                  | 31 ديسمبر 1988 | [ JORADP 27 ]  | عبد الحميد مهري  |
| 1الأول {{{1}}} عام 1989                             |                  | 30 يونيو 1990  | [ JORADP 28 ]  | محمد سحنون       |
| 16 سبتمبر 1992                                      | [ JORADP 29 ]    |                |                | محمد غولمي       |
| 1الأول {{{1}}} أكتوبر تشرين 1الأول {{{1}}} عام 1997 | [ JORADP 30 ]    |                |                | الميهوب ميهوبي   |
|                                                     |                  | 26 سبتمبر 2005 | [ JORADP 31 ]  | بوعلام بسايح     |
| 1الأول {{{1}}} أكتوبر تشرين 1الأول {{{1}}} عام 2005 | [ JORADP 32 ]    | 28 يناير 2010  | [ JORADP 33 ]  | العربي بلخير     |
| 31 أكتوبر 2010                                      | [ JORADP 34 ]    |                |                | احمد بن يمينة    |

## سفراء الجزائر في تونس
1988-1989 : عبد العزيز خليف
1999-2008 : عبد العزيز ماوي
2008-2010 : يوسف يوسفي
2010-2012 : محمد بن حسين
2012-2019 : عبد القادر حجار

## سفراء الجزائر إلى الولايات المتحدة
| تاريخ <br/> موعد                                    | تاريخ <br/> موعد | تاريخ المغادرة                                      | تاريخ المغادرة | سفير                            |
| --------------------------------------------------- | ---------------- | --------------------------------------------------- | -------------- | ------------------------------- |
| 19 يونيو 1963                                       | [ JORADP 35 ]    | 1967                                                |                | Guellal, Chérif Guellal, Cherif |
| 6 يونيو 1967                                        |                  | 12 نوفمبر 1974                                      |                | العلاقات المكسورة               |
| 1الأول {{{1}}} عام 1977                             |                  | 15 سبتمبر 1979                                      |                | عبد العزيز ماوي                 |
| 15 سبتمبر 1979                                      |                  | 31 يوليو 1982                                       |                | رضا مالك                        |
| 1الأول {{{1}}} عام 1982                             |                  | 1984                                                |                | Layachi Yaker                   |
| 1الأول {{{1}}} عام 1984                             |                  | 31 ديسمبر 1988                                      |                | محمد سحنون                      |
| 15 سبتمبر 1988                                      |                  | 31 ديسمبر 1991                                      |                | عبد الرحمن بن سعيد              |
| 1الأول {{{1}}} عام 1992                             |                  | 31 أغسطس 1994                                       |                | نور الدين يزيد زرهوني           |
| 22 يناير 1995                                       |                  | 1996                                                |                | الحاج عثمان بن شريف             |
| 1996                                                |                  | 1الأول {{{1}}} نوفمبر تشرين 1الأول {{{1}}} عام 1999 |                | رمضان العمامرة                  |
| 1الأول {{{1}}} نوفمبر تشرين 1الأول {{{1}}} عام 1999 |                  | 15 أكتوبر 2004                                      |                | إدريس جزائري                    |
| 27 أبريل 2005                                       |                  | 2 نوفمبر 2008                                       |                | احمد امين خربي                  |
| 2 نوفمبر 2008                                       |                  |                                                     |                | عبد الله بعلي                   |

## سفراء الجزائر في أوكرانيا
1. بيلرامول كاميرزيرمان (1992-1997) [17] ، السفير
2. شريف شيخي (1997-2004),[18][19] ، السفير
3. مقدم فاضل (2004-2010) [20] ، السفير
4. محمد بشير مزوز (2010 -) [21] ، السفير